# Cratere Deba
Deba  è un cratere sulla superficie di Marte.